# Monaster Trójcy Świętej i św. Sergiusza z Radoneża w Rydze
Monaster Trójcy Świętej i św. Sergiusza z Radoneża – żeński klasztor prawosławny w Rydze, założony w 1894. Jedyny żeński monaster Łotewskiego Kościoła Prawosławnego.

## Historia
Inicjatorkami założenia prawosławnego klasztoru żeńskiego w Rydze były siostry Jekatierina i Natalia Mansurowy, damy dworu na dworze carskim, kobiety głęboko religijne. W 1887 obydwie wyjechały do Rygi w celu leczenia młodszej córki Natalii Mansurowej. W czasie pobytu w mieście zamożne siostry rozwinęły aktywną działalność dobroczynną: współtworzyły bezpłatną stołówkę, szkołę niedzielną, bibliotekę, zaś po wyzdrowieniu dziewczynki ufundowały przytułek dla osieroconych dziewcząt. Grupa kobiet, które prowadziły przytułek, przekształciła się we wspólnotę monastyczną. Na wniosek Mansurowych Świątobliwy Synod Rządzący przekazał jej działkę przy ul. Suworowskiej (obecnie Krišjāņa Barona), gdzie za pieniądze pochodzące ze składek wiernych wzniesiono drewnianą cerkiew św. Sergiusza z Radoneża. Współfundatorami monasteru byli car Aleksander III (wspólnotę wspierał również jego następca Mikołaj II), Konstantin Pobiedonoscew, prawosławny patriarcha jerozolimski Nikodem oraz późniejszy święty ks. Jan Kronsztadzki. Odwiedził on klasztor w 1894 i przewidywał jego rozrost i wzrost liczby zakonnic.
Wspierane duchowo przez ihumenię Eugenię (Ozierową), siostry Mansurowe w tym samym roku złożyły śluby mnisze w riasofor. Starsza, Jekatierina, stanęła tymczasowo na czele wspólnoty w Rydze, zaś młodsza podjęła starania na rzecz powołania filialnego skitu pod Mitawą. W 1901 obydwie złożyły wieczyste śluby zakonne, przyjmując odpowiednio imiona Sergia (na cześć św. Sergiusza z Radoneża) i Joanna (ku czci św. Jana Klimaka). Klasztor w Rydze utrzymywał bliskie kontakty z Monasterem Pskowsko-Pieczerskim, skąd otrzymał cudowną ikonę Matki Bożej. Wspólnota miała charakter typowo rosyjski i była znana w mieście jako „Rosyjskie centrum”.
W 1897 arcybiskup ryski Arseniusz poświęcił miejsce pod nową cerkiew monasterską, która miała przejąć zadania głównej, otwartej również dla świeckich świątyni klasztoru (cerkiew św. Sergiusza z Radoneża nie wystarczała, z powodu niewielkich rozmiarów, wszystkim odwiedzającym monaster). W kompleksie budynków monasterskich wzniesiony został sobór Trójcy Świętej, jednak z braku środków finansowych na budowę znacznie większej niż dotychczasowa świątyni stało się to dopiero dziesięć lat później, dzięki ofiarom pieniężnym przekazanym przez cara Mikołaja II.
Mniszki prowadziły pracę społeczną: wydawały bezpłatne obiady, prowadziły przytułek dla sierot ze szkołą, wyrabiały prosfory i świece dla parafii eparchii ryskiej, szyły szaty liturgiczne i pisały ikony. W momencie ewakuacji klasztoru w 1915, w obawie przed nadchodzącą armią niemiecką, z monasteru wyjechało 200 mniszek i posłusznic (część zamieszkiwała na stałe w skicie pod Mitawą). Zakonnice, na czele z ihumenią Sergią, zaczęły wracać po zakończeniu działań wojennych. W Rydze zamieszkały również mniszki ze zniszczonego klasztoru w Iłukszcie, które przywiozły do nowego miejsca pobytu kopię cudownej Tołgskiej Ikony Matki Bożej.
Władze niepodległej Łotwy znacjonalizowały część dawnych majątków monasterskich. Mimo tego zakonnice, wspierane przez metropolitę ryskiego i całej Łotwy Jana, na czele z ihumenią Eugenią (Postowską) reaktywowały życie monastyczne w dawnym kształcie. Klasztor działał również w czasie II wojny światowej; w jej ostatnich latach siostry odmówiły wyjazdu z Rygi, co proponowano im w celu uchronienia się przed represjami ze strony ZSRR. Monaster nie został zniszczony w czasie działań wojennych. Władze radzieckie skonfiskowały całą ziemię posiadaną przez monaster, z wyłączeniem ogrodu otaczającego zabudowania mieszkalne i świątynie klasztorne. W latach 70. rozważana była likwidacja klasztoru, do której jednak ostatecznie nie doszło – ihumenii zabroniono jednak przyjmowania nowych posłusznic i mniszek.
Po zmianie polityki władz radzieckich wobec Kościoła prawosławnego dziewiętnaście zakonnic żyjących w Rydze stanęło na czele nowych wspólnot żeńskich na terenie całego kraju. W związku z tym patriarcha moskiewski i całej Rusi Aleksy II nazwał kierująca monasterem ihumenię Magdalenę (Żegalową) ihumenią całej Rusi, porównując jej wysiłek włożony w formację duchową mniszek z działalnością Sergiusza z Radoneża, zwanego ihumenem całej Rusi.
W 2010 wspólnotę tworzyło 140 mniszek i posłusznic narodowości łotewskiej, rosyjskiej, ukraińskiej i polskiej.
Monaster mieści się w kompleksie drewniany zabudowań mieszkalnych otoczonych ogrodem, z dwiema cerkwiami: murowanym soborem Trójcy Świętej oraz drewnianą cerkwią św. Sergiusza z Radoneża. Świątynie mieszczą odpowiednio 1500 i 300 wiernych. 

### Przełożone klasztoru
- schiihumenia Sergia (Mansurowa), 1894–1926
- schiihumenia Eugenia (Postowska), 1926–1947 (odeszła w stan spoczynku, przyjmując wielką schimę)
- ihumenia Tabita (Dmitruk), 1947–1969 (w latach 1960–1968 przełożona Monasteru Gornieńskiego w Jerozolimie, po powrocie do Rygi ustąpiła ze względu na zły stan zdrowia; w okresie jej przebywania w Izraelu obowiązki przełożonej pełniła ihumenia Magdalena (Kriśko))
- ihumenia Zinaida (Baranowa), 1969–1977
- ihumenia Magdalena (Żegałowa), 1977–1996
- ihumenia Magdalena (Połyn), od 1997